# Ferrand de Flandre
Fernand ou Ferdinand de Portugal ou de Bourgogne, dit Ferrand de Flandre (en portugais Dom Fernando) (24 mars 1188 - † Noyon, 27 juillet 1233), est infant de Portugal et comte de Flandre et de Hainaut de 1212 à 1233 par son mariage avec la comtesse Jeanne de Flandre et de Hainaut, dite de Constantinople.

## Rébellion contre la France
Il est le fils benjamin du roi de Portugal Sanche Ier de Portugal et de Douce d'Aragon. Le 1er janvier 1212, avec l’accord de Philippe Auguste, il épouse la comtesse de Flandre Jeanne de Constantinople, nièce et pupille du roi de France. Jeanne est encore mineure au moment du mariage et a hérité du comté à la mort de son père Baudouin en 1206. 
Dès le début de son règne, il subit l’autorité de Philippe Auguste qui a arrangé lui-même le contrat de mariage, en plaçant les villes d’Aire et de Saint-Omer, voisine de l’Artois déjà sous domination royale, dans l’apanage de son fils aîné Louis. Retenu prisonnier à Péronne le temps que le prince Louis occupe ces villes, le couple peut enfin penser faire son entrée à Gand, mais les Gantois leur ferment leur porte, car ils considèrent que leur comtesse a été « vendue » à Ferrand par Philippe Auguste . Un traité est finalement signé à Pont-à-Vendin le 25 février 1212, par lequel Ferrand et Jeanne cèdent à Louis de France Aire et St-Omer, comme droits de sa mère Isabelle de Hainaut, mais en échange de quoi le futur Louis VIII renonce à émettre des prétentions sur la Flandre. Peu après, le couple fait enfin son entrée à Gand, dont les habitants acceptent de leur payer une somme à titre de compensation du préjudice subi. Les comtes accordent à la ville une nouvelle organisation municipale (élection annuelle des échevins).
Ferrand ne répond que conditionnellement à l’appel féodal du roi de France contre Jean sans Terre (1212), avec lequel il passe une alliance offensive et défensive, les approvisionnements flamands de laine se faisant essentiellement en Angleterre. Ferrand veut monnayer le retour de Saint-Omer et d’Aire et refuse un dédommagement. Philippe Auguste retourne alors l’ost contre le comte de Flandre et envahit ses états (22 mai 1213) : Cassel, Ypres et tout le pays jusqu'à Bruges sont pris, Gand est assiégée. Ferrand appelle au secours son allié qui lui envoie le comte de Salisbury, accompagné de Renaud de Dammartin, brouillé avec le roi de France. L’expédition anglaise débarque à Damme, où Ferrand jure fidélité au roi Jean, mais doit se replier ; le roi de France détruit le port puis prend Lille et finalement Gand.
Ferrand doit alors se réfugier sur l’île de Walcheren, en Zélande, terre impériale. Les troupes françaises se retirent et, après un échec devant le château d’Erquinghem, tenu par le châtelain de Lille, et un autre devant Lille même, le comte reprend Gand, investit Tournai, traditionnellement fidèle aux Lys, et fait finalement son entrée à Lille, dont les habitants, débarrassés de la faible garnison française, lui ont ouvert chaleureusement leurs portes. Mais le roi réapparaît, reprend Lille et, de rage, la détruit en grande partie déportant ses habitants, les marquant du signe des esclaves ,. Le comte, malade, n’a eu que le temps de s’enfuir parmi les flammes puis de gagner l'Angleterre auprès du roi Jean, accompagné de divers chevaliers flamands (1213). Se forme alors la coalition des Flamands de Ferrand, des Anglais de Jean sans Terre et des Allemands de l’empereur Othon IV de Brunswick. La campagne est placée sous les ordres d’Otton et de Ferrand .
Au début de 1214, le prince Louis de France s’empare de Bailleul et de Steenvoorde. Ferrand, quant à lui, revenu en Flandre, ravage l’Artois et le comté de Guînes, prend Saint-Omer et Hesdin. Louis est rappelé en France pour combattre Jean sans Terre qui s’est emparé du Poitou et marche sur Angers. Mais le roi d’Angleterre est battu à La Roche-aux-Moines et doit se replier.

## De Bouvines à l'allégeance au roi de France

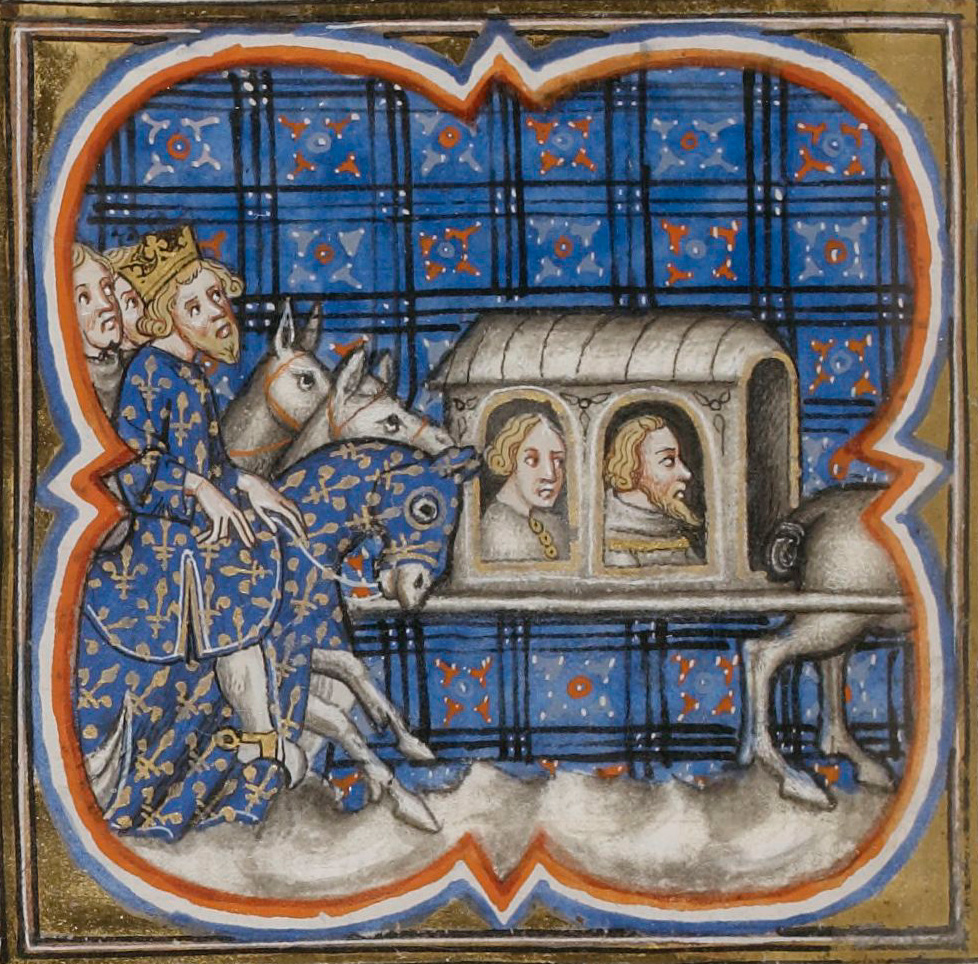
Ferrand emmené prisonnier à Paris.
Enluminure des Grandes Chroniques de France de Charles V, vers 1370-1379. BnF, département des manuscrits, ms. Français 2813,.

Cependant, Otton était arrivé à Valenciennes, avec le duc de Brabant, les comtes de Namur et de Limbourg, alors que Philippe Auguste levait l’oriflamme à Saint-Denis et mettait en branle l’ost à Péronne. La rencontre des deux armées a lieu à Bouvines, le dimanche 27 juillet 1214. C'est une défaite pour les coalisés : épuisé, Ferrand se rend à Hugues de Marcuit, Otton s'enfuit.  Enchaîné, transporté en cage jusqu'à Paris, il est enfermé dans les cachots du château du Louvre. 
Jeanne est alors courtisée par Pierre Mauclerc, alors veuf. Il obtient son accord pour tenter de faire annuler son mariage pour consanguinité par le pape Honorius III. Ce dernier accède à la demande. Cependant, le nouveau roi de France Louis VIII oppose un refus au remariage du duc de Bretagne avec la comtesse de Flandre, un tel territoire prenant en tenaille le domaine royal lui paraissant dangereux. Louis VIII obtient du Pape l'autorisation du remariage de Jeanne et de Ferrand tout en les obligeant à un traité (la « paix de Melun ») ainsi qu'une rançon. Ferrand sort donc le 6 janvier 1227 après que Blanche de Castille a reçu la moitié de la rançon de cinquante mille livres parisis exigée pour sa liberté et réunie par Jeanne. Pour cela, celle-ci a dû emprunter sur les foires de Champagne près de 30 000 livres, principalement auprès des banquiers lombards .
Il doit laisser en gage les villes de Douai, Lille et L'Écluse dans l’attente du paiement du reste de la rançon. Il doit également jurer fidélité au roi.
Il reste dès lors fidèle à ce serment. Lors de la révolte de Pierre Mauclerc et des grands barons contre Blanche de Castille, il reste fidèle à la régente, pour qui il combat lors des premières opérations de la guerre, avant de s’aventurer en Namurois, où il prétend au siège comtal, dont l’empereur l'a investi. Il s'empare de quelques villes, mais après l’entremise du comte de Boulogne, un traité est signé à Cambrai (1232) : Henri de Vianden, époux de Marguerite de Courtenay-Namur conserve le comté de Namur, tandis que Ferrand reçoit les bailliages de Golzinne et de Vieux-Lille, en attendant le retour du comte légitime, l'empereur de Constantinople Baudouin II de Courtenay.
Avec Jeanne, il renforce les communes, instituant notamment en 1228 de nouveaux échevinages à Gand, Ypres, Bruges et Douai, avec un nouveau mode d’élections. Il meurt à Noyon, malade de la gravelle. Son cœur et ses entrailles sont ensevelis dans la cathédrale de la cité, tandis que son corps est enterré à l’abbaye du repos de Notre-Dame de Marquette près de Lille où Jeanne lui fit construire un mausolée avant de l'y rejoindre à sa mort.